# Aoshima

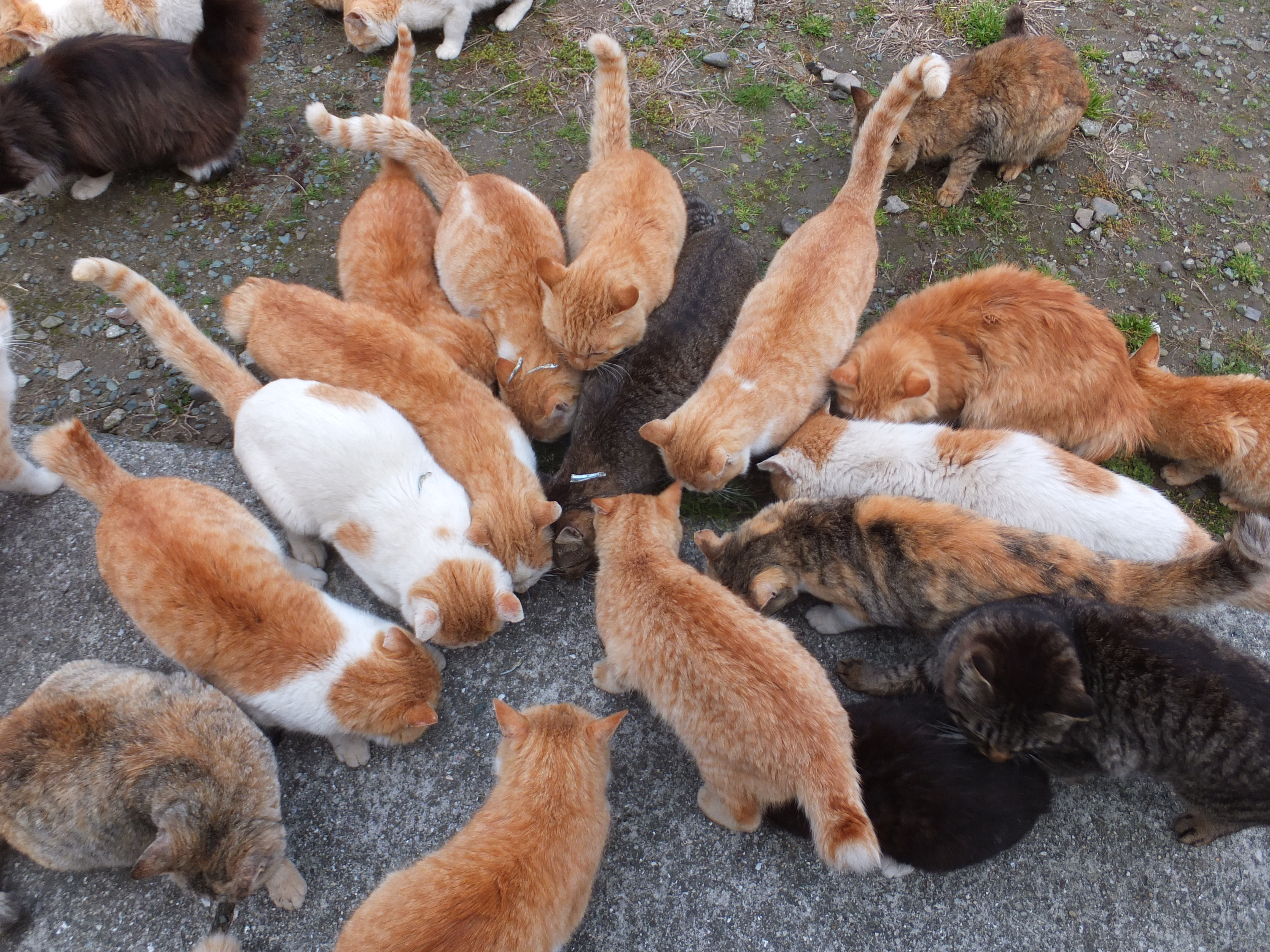
Några av öns katter.

Aoshima (japanska: 青島, Aoshima), är en ö i Japanska innanhavet i Ehime prefektur i Japan. Det bor ett tiotal äldre personer och hundratals katter på ön som också kallas Kattön (japanska: 猫の島, Neko no shima).
Fiskeläget på ön, som hade omkring 900 invånare år 1945, hade stora problem med möss och råttor som livnärde sig på fiskavfall. Man skaffade några katter som släpptes fri på ön och det löste problemet. Stora delar av befolkningen flyttade till fastlandet efter andra världskriget, men katterna förökade sig och blev allt fler. 
Aoshima har blivit ett turistmål för japaner och personer i hela landet skänker mat till katterna.
De många katterna har blivit en belastning för den åldrande befolkningen som tar hand om dem, så i oktober 2018 fångades de flesta av katterna in och steriliserades. Några smet undan så 
det föds fortfarande kattungar på Aoshima.